# Centrocorisa
Centrocorisa is een geslacht van wantsen uit de familie van de Corixidae (Duikerwantsen). Het geslacht werd voor het eerst wetenschappelijk beschreven door Lundblad in 1928.

## Soorten
Het genus bevat de volgende soorten:

- Centrocorisa kollari (Fieber, 1851)
- Centrocorisa nigripennis (Fabricius, 1803)